# Adriaan De Braekeleer
Adriaan De Braekeleer (Ferdinand Norbertus Adrianus De Braekeleer; Adrien De Braekeleer) (Antwerpen, 1 maart 1818 - Borgerhout, 5 april 1904) was een Belgisch kunstschilder.

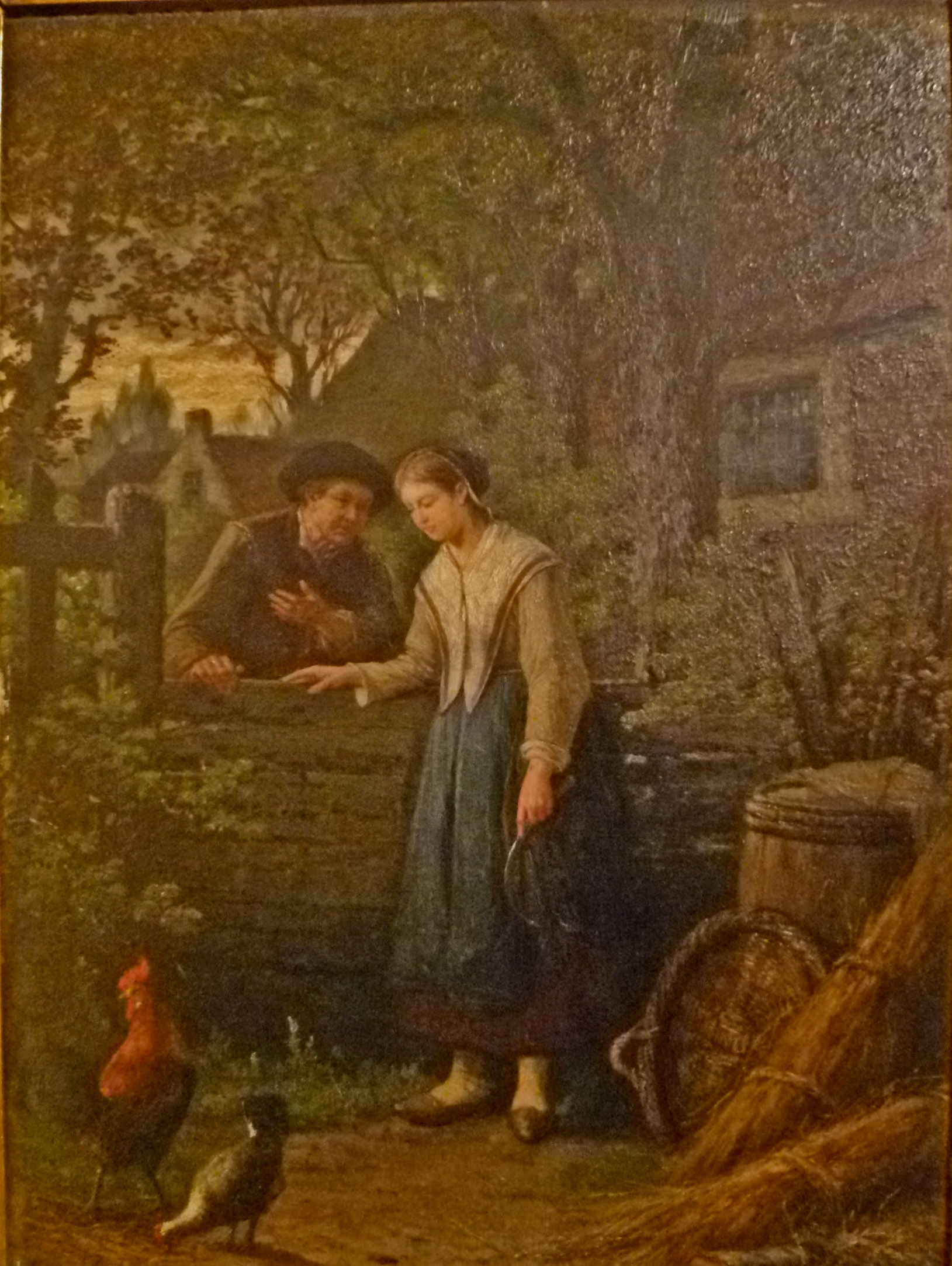
"Jonge boerin met man en kippen"

## Levensloop
Hij was een neef en leerling van kunstschilder Ferdinand De Braekeleer (1792-1883). Om naamsverwarring met zijn oom te vermijden, gebruikte hij de naam Adriaan. Hij koos voor een artistieke loopbaan  mogelijk aangemoedigd door het succesrijk voorbeeld van zijn oom en de gunstige perspectieven die dit vak hem boden. Zijn broer Jacobus Joannes De Braekeleer werd beeldhouwer. 
Hij schilderde genretaferelen, voornamelijk interieurs van herbergen, keukens en werkplaatsen zoals smidsen. Zijn oeuvre situeert zich binnen het romantisch realisme.
Toen op 7 juni 1868 een tijger ontsnapte uit de Antwerpse dierentuin, werd deze neergeschoten door Adriaan de Braekeleer. De kunstenaar maakte van deze heldendaad een schilderij dat bewaard wordt in de Zoo.

## Tentoonstellingen
- 1842, Tentoonstelling van Levende Meesters, Amsterdam : "Een buitenhuis"
- 1843, Nijmegen : "Avondmaal in open lucht", "Boerenerf met figuren. Avond"
- 1844, Tentoonstelling van Levende Meesters, Amsterdam : "Een Buitenhuis" en "Verfrissing nade muziekles"
- 1845, Tentoonstelling van Levende Meesters, Rotterdam : "Een buitenhuis"
- 1845, Tentoonstelling van Levende Meesters, Den Haag : "Dorpsfeest", "De koddige verzenmaker"
- 1849, Tentoonstelling van Levende Meesters, Den Haag : "De kaartspeler gestraft", "de jonge gastvrije vrouw"
- 1859, Tentoonstelling van Levende Meesters, Den Haag : "De studerende kunstenaar"
- 1868, Tentoonstelling van Levende Meesters, Amsterdam : De welvoorziene keuken"
- 1877, Tentoonstelling van Levende Meesters, Amsterdam : "De staatkundige"
- 1878, Driejaarlijks Salon, Antwerpen : "Bij de hoefsmid".

## Musea
- Antwerpen, K.M.S.K.
- Hamburg, Kunsthalle

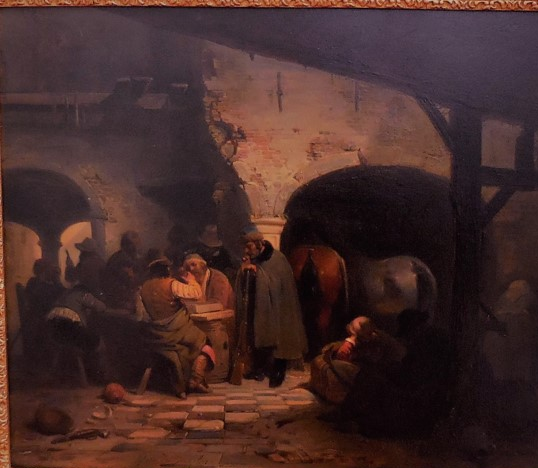

- Lier, Stedelijk Museum Wuyts-Van Campen en Baron Caroly
- Montreal, Montreal Museum of Fine Arts

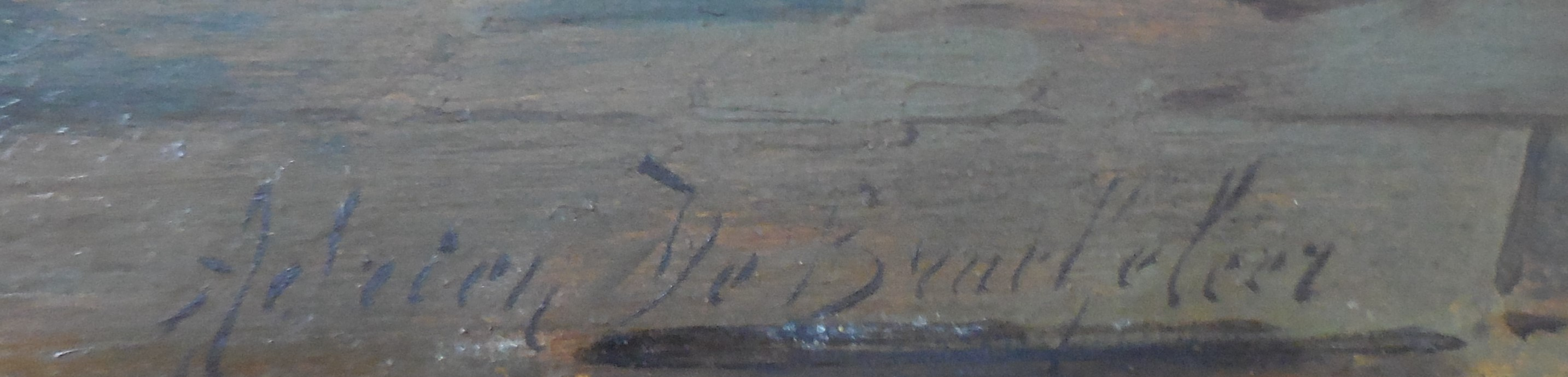
Handtekening op het schilderij Jagers in de herberg.

- Rennes, Musée des Beaux-Arts
- Stuttgart, Staatsgalerie